# Caçadors-recol·lectors orientals

En arqueogenètica, el terme caçadors-recol·lectors orientals, també dits a vegades caçadors-recol·lectors d'Europa oriental i caçadors-recol·lectors de l'est d'Europa, constitueixen un component ancestral distintiu que representa els caçadors-recol·lectors de l'Europa oriental.
El perfil genètic dels caçadors-recol·lectors orientals deriva sobretot de l'ascendència dels euroasiàtics septentrionals antics, que fou introduïda des de Sibèria, amb una barreja secundària i menor dels caçadors-recol·lectors occidentals. La relació, però, entre els components ancestrals d'euroasiàtics septentrionals antics i caçadors-recol·lectors orientals encara no es comprén bé a causa de la falta de mostres que puguen cobrir la bretxa espaciotemporal.
Durant el Mesolític, els caçadors-recol·lectors orientals habitaren una àrea que s'estenia des de la mar Bàltica fins als Urals i cap avall fins a l'estepa Ponticocaspiana. Juntament amb els caçadors-recol·lectors escandinaus i els caçadors-recol·lectors occidentals, els caçadors-recol·lectors orientals van constituir un dels tres grups genètics principals en el període postglacial de l'holocé primerenc europeu. La frontera entre els caçadors-recol·lectors occidentals i els orientals coincidia des del baix Danubi, cap al nord al llarg dels boscos occidentals del Dniéper cap a l'oest de la mar Bàltica.
Durant el Neolític i l'Eneolític primerenc, durant el IV mil·lenni ae, els caçadors-recol·lectors orientals de l'estepa Ponticocaspiana es barrejaren amb els caçadors-recol·lectors del Caucas i la població resultant, quasi meitat per meitat, formaren el grup genètic conegut com a pastors de l'estepa occidental. Es creu que les poblacions de pastors de l'estepa occidental, estretament relacionades amb les persones de la Cultura iamna, van emprendre una migració massiva que dugué a l'expansió de les llengües indoeuropees en gran part d'Euràsia.

## Recerca

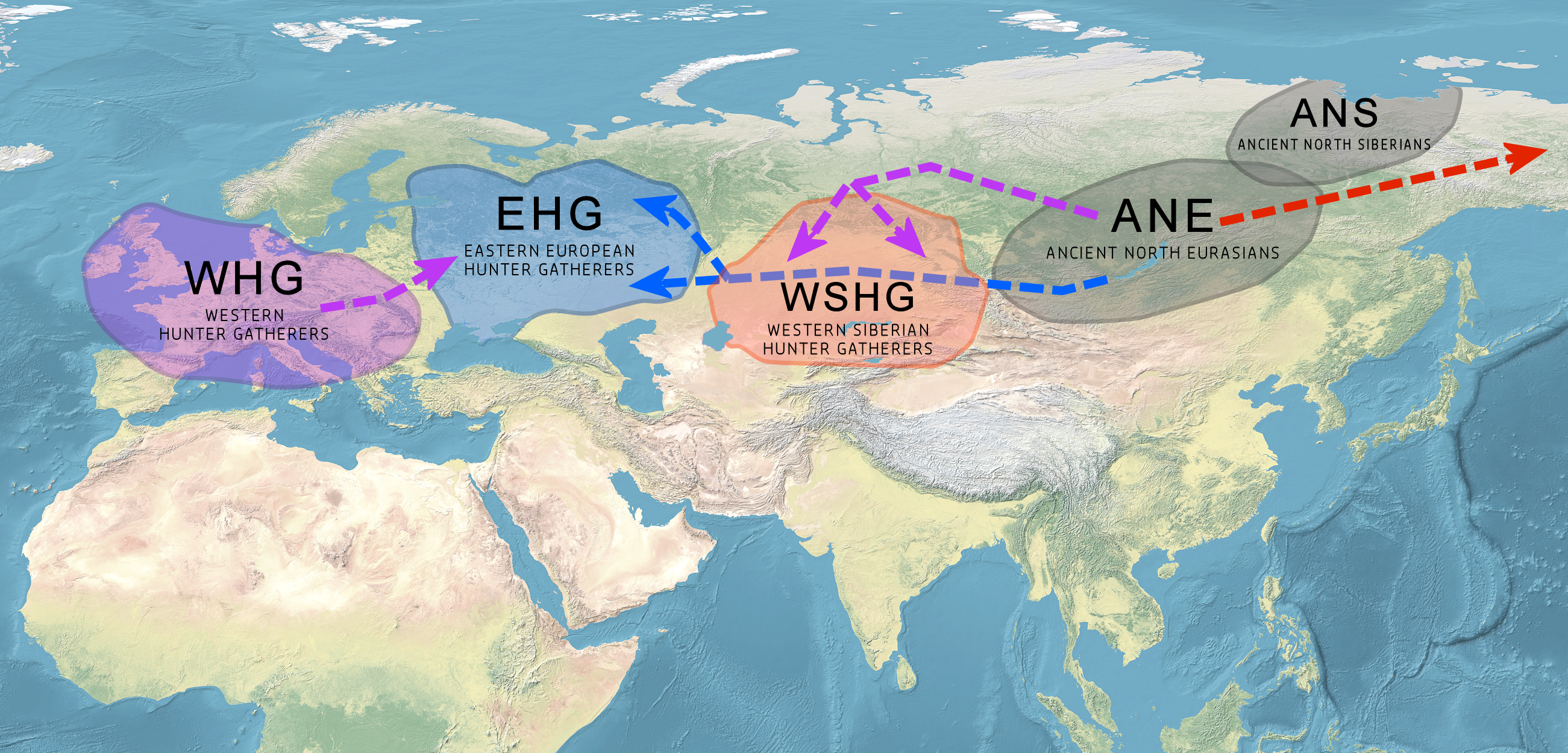
Esquema de la formació dels caçadors-recol·lectors orientals, per una ascendència principal d'euroasiàtics septentrionals antics i una mescla menor de pastors de l'estepa occidental

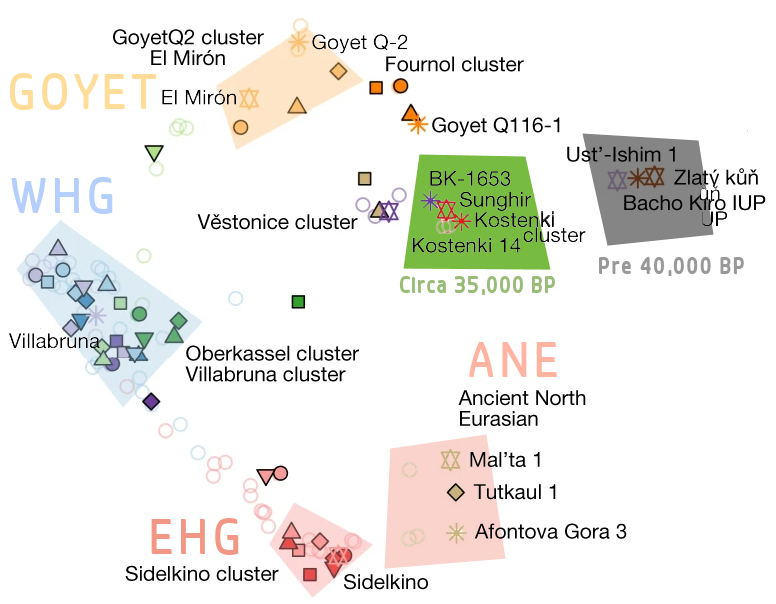
Genèticament, els caçadors-recol·lectors orientals (roig) estaven més estretament relacionats amb els euroasiàtics septentrionals antics (rosa)

Haak et al. (2015) van identificar els caçadors-recol·lectors orientals com un grup genètic distintiu en només dos hòmens. L'home caçador-recol·lector oriental de Samara (datat del c. 5650–5550 ae) duia l'haplogrup del cromosoma Y R1b1a1a* i l'haplogrup mitocondrial U5a1d. L'altre, soterrat a Carèlia (datat aprox. del 5500-5000 ae) duia l'haplogrup Y R1a1 i l'haplogrup mitocondrial C1g. Els autors de l'estudi també identificaren un grup de pastors de l'estepa occidental i un grup de caçadors-recol·lectors escandinaus, intermedi entre els pastors i els caçadors-recol·lectors orientals. Van suggerir que aquests darrers albergaven una ascendència mixta d'euroasiàtics septentrionals antics i pastors de l'estepa occidental. Els investigadors han proposat diversos models de proporció de barreja per als caçadors-recol·lectors orientals a partir de pastors de l'estepa occidental i euroasiàtics septentrionals antics. Posth et al. (2023) van trobar que la majoria dels caçadors-recol·lectors orientals tenien un 70% d'ascendència d'euroasiàtics septentrionals antics i un 30% de pastors de l'estepa occidental. És probable que l'ascendència dels pastors no provinga directament dels grups Oberkassel i Villabruna, sinó d'una població relacionada i encara no mostrejada de l'epigravettià. L'alta contribució dels antics eurasiàtics del nord també s'evidencia en una subtil afinitat dels caçadors-recol·lectors orientals amb l'humà de Tianyuan de fa 40.000 anys del nord de la Xina i amb altres asiàtics orientals i del sud-est asiàtic, i això s'explica pel flux genètic d'una font relacionada amb Tianyuan en la línia d'euroasiàtics septentrionals antics (representada per Mal'ta i Afontova Gora 3), que més tard contribuirà a la formació dels caçadors-recol·lectors orientals. La formació del component ancestral dels caçadors-recol·lectors orientals degué ocórrer fa entre 13.000 i 15.000 anys. Les restes associades a aquests pertanyien sobretot als haplogrups del cromosoma Y R1 amb una freqüència menor de l'haplogrup J i Q. El seu ADN mitocondrial pertanyia sobretot als haplogrups U2, U4, U5, i C1 i R1b. El flux genètic d'una font similar a l'est asiàtic cap als caçadors recol·lectors orientals degué contribuir un 9,4% (4,4% – 14,7%).
Els caçadors-recol·lectors orientals poden haver-se barrejat amb "una font d'Orient Pròxim similar als armenis", i això formà la Cultura iamna ja en l'Eneolític (5200-4000 ae). Es va trobar que els pobles de la cultura iamna eren una mescla de caçadors-recol·lectors orientals i una "població relacionada amb l'Orient Pròxim". Durant el III mil·lenni ae, el poble iamna va emprendre una expansió massiva a Europa, que alterà significativament el panorama genètic del continent. L'expansió donà lloc a cultures com la ceràmica cordada i potser fou la font de la distribució de les llengües indoeuropees a Europa.
Els pobles de la Cultura de Kunda mesolítica i la Cultura de Narva de l'est del Bàltic eren una mescla de pastors de l'estepa occidental i caçadors-recol·lectors orientals, amb una afinitat més pròxima amb els pastors. Les mostres del Mesolític i Neolític a Ucraïna s'agruparen estretament entre els pastors de l'estepa occidental i els caçadors-recol·lectors orientals, i això indica una continuïtat genètica en els ràpids del Dniéper durant un període de 4.000 anys. Les mostres ucraïneses pertanyien exclusivament a l'haplogrup matern U, que es troba en un 80% de totes les mostres de caçadors-recol·lectors europeus.
Les persones de la Cultura de la ceràmica de la pinta de l'est del Bàltic tenien un 65% d'ascendència els caçadors-recol·lectors orientals. Això contrasta amb els caçadors-recol·lectors anteriors de la zona, que estaven més estretament relacionats amb els pastors de l'estepa occidental. Això es demostrà usant una mostra d'ADN-Y extreta d'un individu de la Cultura de la ceràmica de la pinta. Aquesta pertanyia al R1a15-YP172. Les quatre mostres d'ADNmt extretes constituïen dues mostres d'U5b1d1, una mostra d'U5a2d i una mostra de U4a.
Günther et al. (2018) van analitzar 13 pastors de l'estepa occidental i van trobar que tots tenien ascendència de caçadors-recol·lectors orientals. En general, els pastors de l'oest i nord d'Escandinàvia tenien més ascendència de caçadors-recol·lectors orientals (aprox. 49%) que els individus d'Escandinàvia oriental (aprox. 38%). Els autors suggeriren que els pastors eren una mescla de pastors de l'estepa occidental que havien migrat a Escandinàvia des del sud, i de caçadors-recol·lectors orientals que després migraren a Escandinàvia des del nord-est al llarg de la costa de Noruega. Els pastors de l'estepa occidental mostraren freqüències més altes de variants genètiques que causen pell clara (SLC45A2 i SLC24A5) i ulls clars (OCA/Herc2) que els pastors de l'estepa occidental i caçadors-recol·lectors orientals.

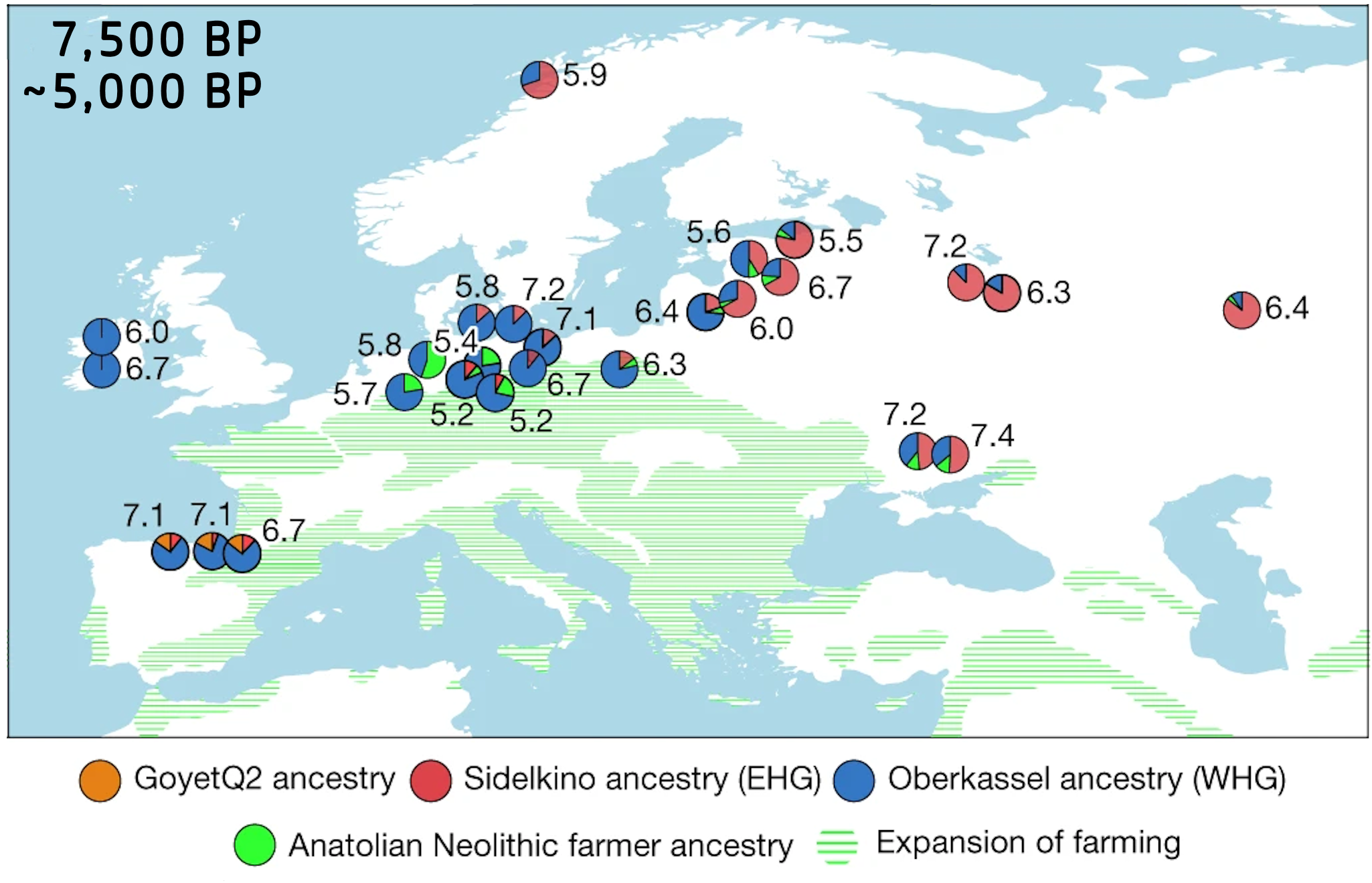
Ascendència genètica residual de caçadors-recol·lectors europeus durant el Neolític europeu, entre aprox. 5500~3000 ae

Els membres de la Cultura de Kunda i la de Narva també estaven més relacionats amb els pastors de l'estepa occidental, mentre que la Cultura de la ceràmica de la pinta estava més relacionada amb els caçadors-recol·lectors orientals. Les àrees del nord i est de l'est del Bàltic estaven més relacionades amb els caçadors-recol·lectors orientals que les àrees del sud. Aquests últims, igual que els pastors de l'estepa occidental i els caçadors-recol·lectors bàltics, portaven altes freqüències dels al·lels derivats per a SLC24A5 i SLC45A2, que codifiquen per a la pell clara.
Mathieson et al. (2018) analitzaren la genètica d'un gran nombre d'esquelets de l'est prehistòric d'Europa. Trenta-set mostres provenien de la Ucraïna mesolítica i neolítica (9500-6000 ae). Se'n classificaren com a intermèdies entre caçadors-recol·lectors orientals i pastors de l'estepa occidental. Els hòmens pertanyien exclusivament als haplotips R (en concret subclades de R1b1 i R1a) i els haplotips I (subclades d'I2). L'ADN mitocondrial pertanyia quasi exclusivament a U (particularment subclades d'U5 i U4).
Es van analitzar un gran nombre d'individus del Cementeri de Zvejnieki, que pertanyien sobretot a la Cultura de Kunda i a la de Narva a l'est del Bàltic. Aquests individus eren sobretot d'ascendència de pastors de l'estepa occidental en les fases inicials, però amb el temps l'ascendència de caçadors-recol·lectors orientals s'hi feu predominant. L'ADN-Y d'aquest lloc pertanyia quasi exclusivament a haplotips d'haplogrup R1b1a1a i I2a1. El ADNmt pertanyia exclusivament a l'haplogrup U (en concret subclades d'U2, U4 i U5).
Quaranta individus de tres jaciments del Mesolític de les Portes de Ferro dels Balcans tenien un 85% d'ascendència de pastors de l'estepa occidental i un 15% d'ascendència de caçadors-recol·lectors orientals. Els hòmens tenien només haplotips de R1b1a i I (sobretot subclades de I2a). L'ADNmt pertanyia sobretot a U (particularment subclades d'U5 i U4).
Es va trobar que les persones de la Cultura de Cucuteni-Trypillia tenien al voltant d'un 20% d'ascendència de caçadors-recol·lectors, intermèdia entre orientals i occidentals.
Narasimshan et al. (2019) van encunyar un nou component ancestral, els caçadors-recol·lectors de Sibèria occidental, que tenien si fa no fa un 20% d'ascendència caçadors-recol·lectors orientals, un 73% d'ascendència d'euroasiàtics septentrionals antics i un 6% d'ascendència asiàtica oriental.

### Possible associació amb el protoindoeuropeu primerenc
Alguns sostenen que els caçadors-recol·lectors orientals podrien representar una possible font per a la llengua pre-protoindoeuropea. A diferència del poble iamna (o grups estretament relacionats), que estan associats amb els parlants del protoindoeuropeu, el poble de la Cultura del Dniéper-Donetsk, amb una alta ascendència de caçadors-recol·lectors orientals, no mostra evidència d'ascendència dels caçadors-recol·lectors del Caucas ni dels primers agricultors europeus. Tant els del Dniéper-Donetsk com els iamna porten els mateixos haplogrups paterns (R1b i I2a), la qual cosa indica que la mescla caçadors-recol·lectors del Caucas i primers agricultors europeus entre els iamna va ocórrer quan els caçadors-recol·lectors orientals es barrejaren amb dones agricultores europees i caçadores-recol·lectores del Caucas. Segons David W. Anthony, això indica que les llengües indoeuropees inicialment les parlaven els caçadors-recol·lectors orientals de l'est d'Europa.
Uns altres han suggerit que la família de llengües indoeuropees podria haver-se originat no pas a l'Europa de l'Est, sinó entre les poblacions de l'oest d'Àsia, al sud del Caucas, amb una alta ascendència de caçadors-recol·lectors del Caucas, que després absorbirien grups amb alta ascendència de caçadors-recol·lectors orientals al nord del Caucas. S'ha observat que els haplogrups poden no correlacionar-se amb els components ancestrals autosòmics i les dispersions històriques de llengües.

## Aparença física

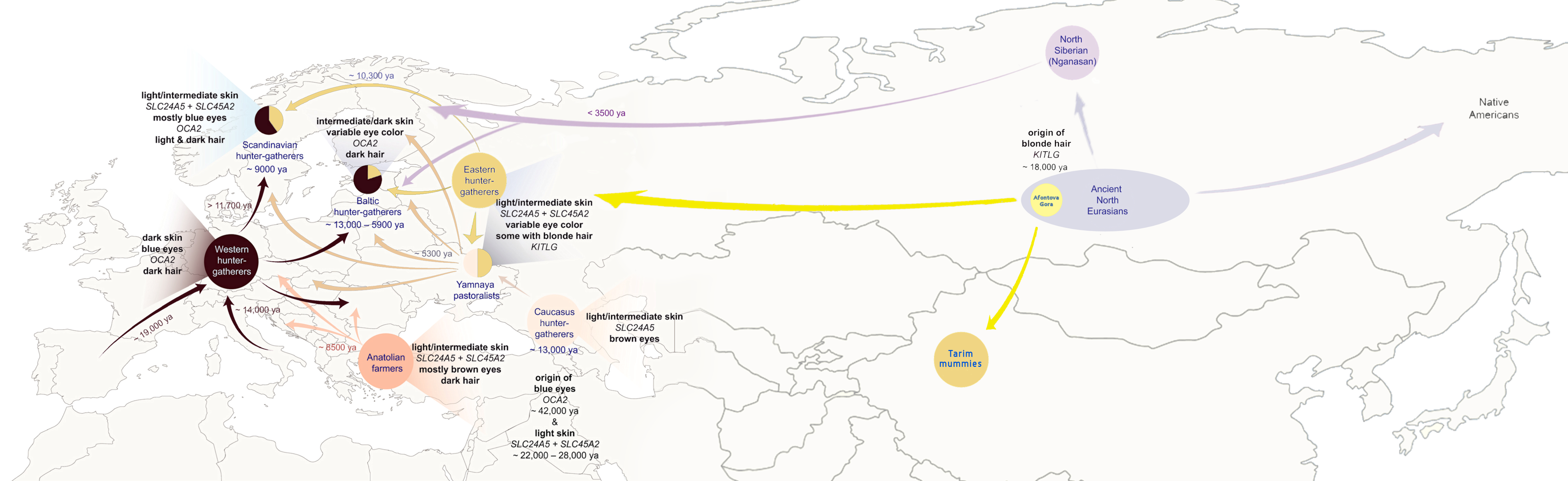
Es creu que la mutació per al cabell ros s'originà entre la població d'Afontova Gora del grup dels antics euroasiàtics del Nord al sud-centre de Sibèria

Sembla que els caçadors-recol·lectors orientals tenien la majoria ulls marrons i pell clara, amb "freqüències intermèdies de les variants d'ulls blaus" i "altes freqüències de les variants de pell clara". Un caçador-recol·lector oriental de Carèlia fou descrit per Günther (2018) com d'alta probabilitat de tenir ulls castanys i cabell fosc, amb un to de pell intermedi predit. Un altre caçador-recol·lector oriental de Samara es descrigué com de pell clara i amb alta probabilitat de tenir ulls blaus i cabell clar, amb una probabilitat calculada del 75% de ser ros.
L'al·lel rs12821256 del gen KITLG, que controla el desenvolupament dels melanòcits i la síntesi de melanina, que està associat amb el cabell ros i es trobà per primera vegada en un individu de Sibèria datat fa uns 17.000 anys, es troba en tres caçadors-recol·lectors orientals de Samara, Motala i Ucraïna (c. 8000 ae), la qual cosa indica que aquest al·lel s'originà en la població dels antics eurasiàtics del Nord, abans d'expandir-se cap a Euràsia occidental.
S'han excavat també moltes restes de caçadors-recol·lectors orientals, datats de fa uns 8.100 anys (c. 6100 ae), a l'illa Yuzhny Oleny al llac Onega. L'ascendència d'euroasiàtics septentrionals antics és, amb diferència, el component principal del grup de Yuzhny Oleny i és de les més altes dins de la resta dels caçadors-recol·lectors orientals.

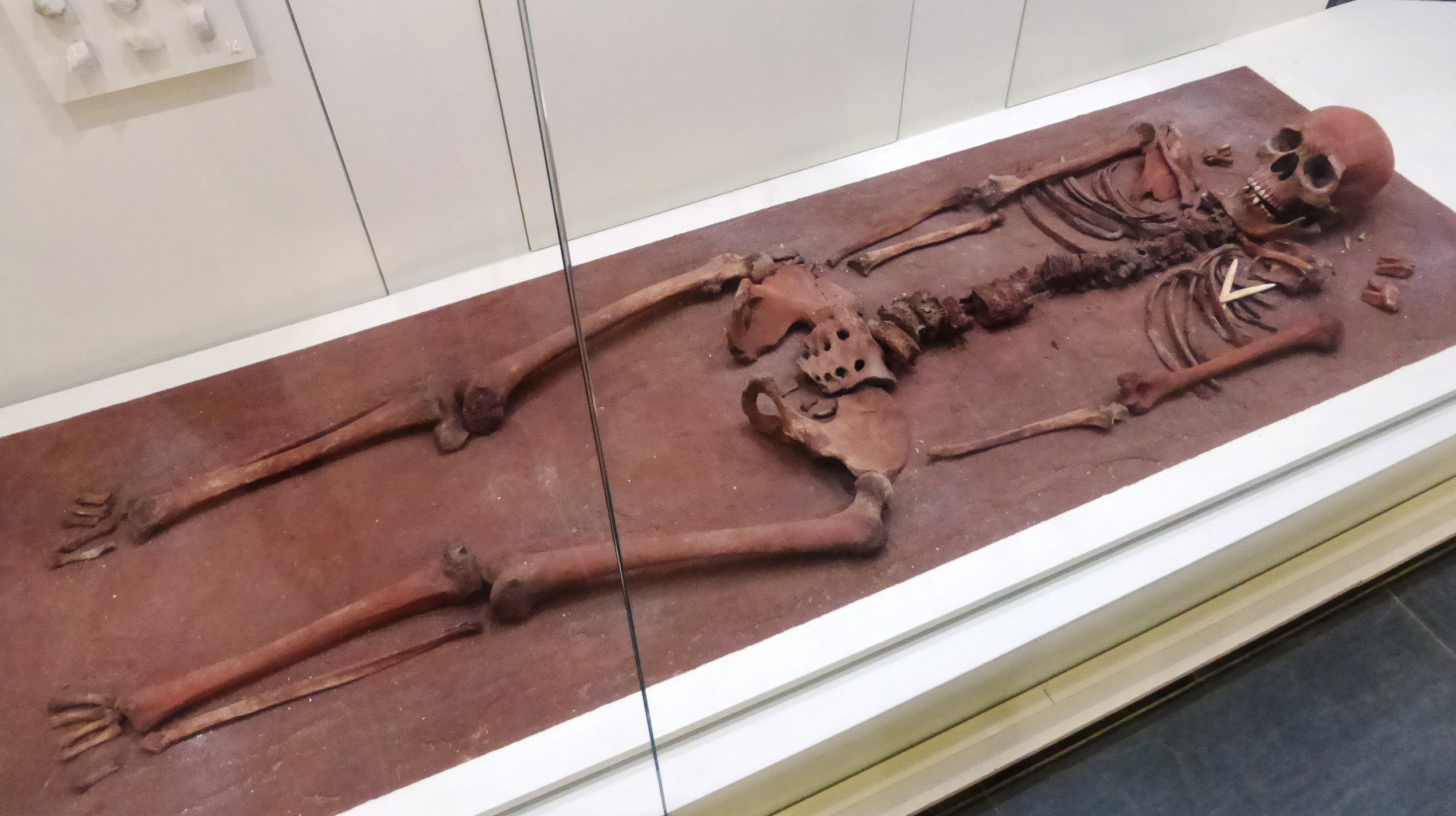
Reconstrucció de la tomba 132 d'Oleneostrovsky (illa Yuzhny Oleny, llac Onega). Museu Nacional de la República de Carèlia
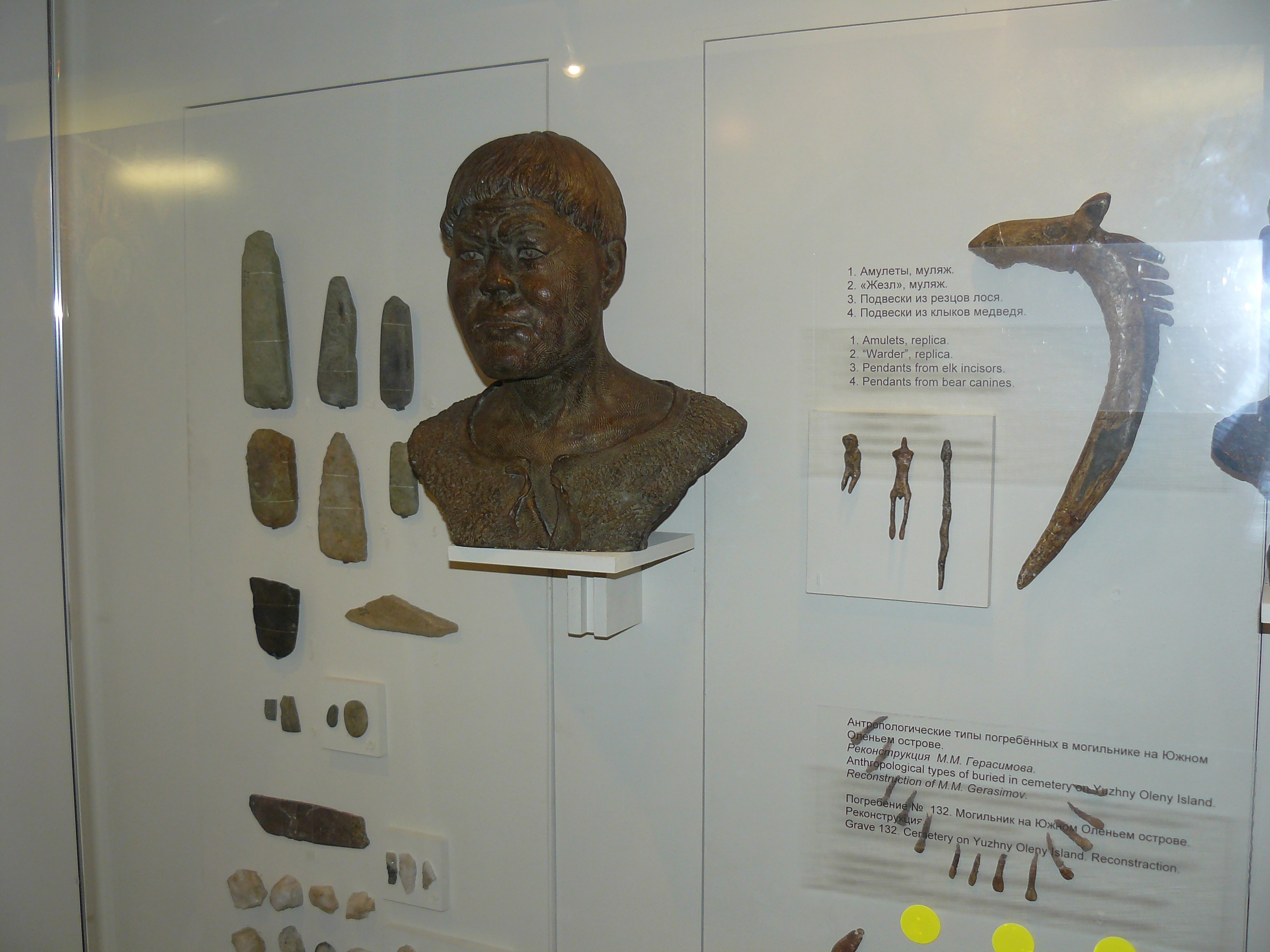
Artefactes i reconstrucció de caçadors-recol·lectors orientals de l'illa Yuzhny Oleny per Gerasimov
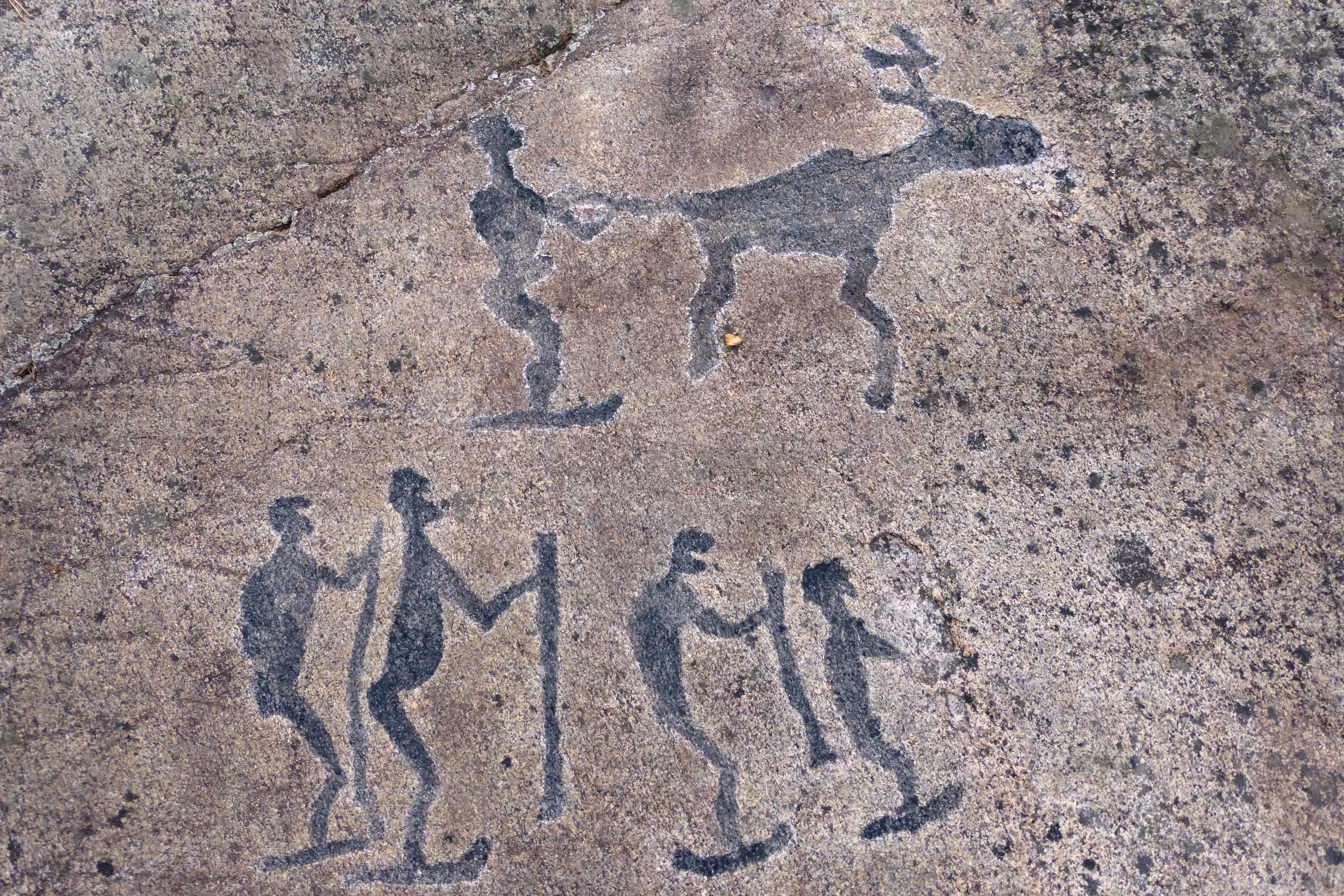
Petròglif de Carèlia que representa 5 esquiadores y un ren. Daten de fa entre 7.000 i 6.000 anys

## Cultura material

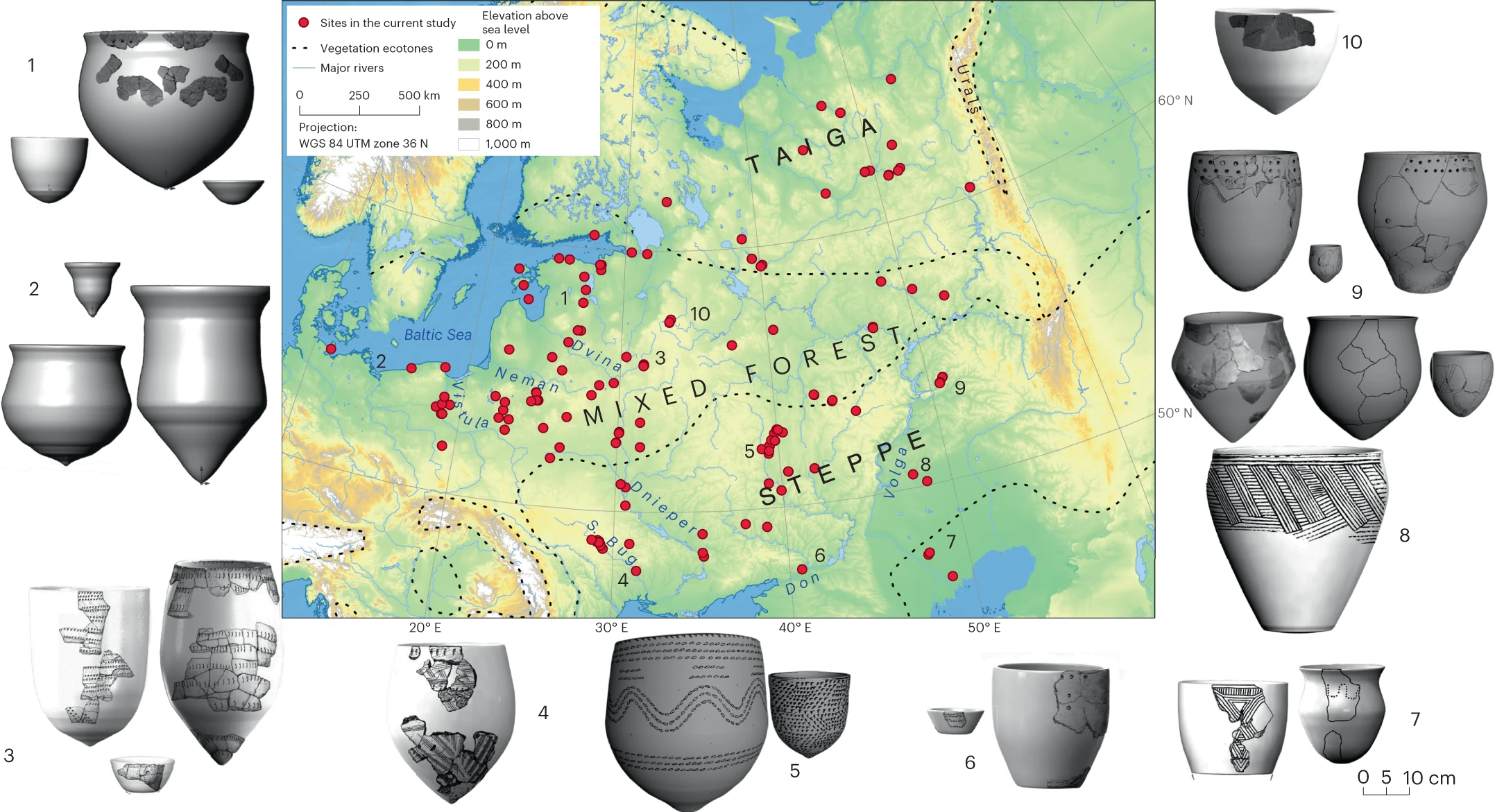
Adopció de la ceràmica entre els caçadors-recol·lectors d'Europa oriental, durant el VI mil·lenni ae (des de la primera adopció cap al 5900 ae al nord de la mar Càspia —o possiblement més enllà de la zona dels Urals—, fins a la seua difusió final cap a 5500 ae al Bàltic

Com a caçadors-recol·lectors, els caçadors-recol·lectors orientals inicialment depenien d'utensilis de pedra i artefactes derivats d'ivori, banyes o astes. A partir d'aproximadament el 5900 ae, van començar a adoptar la ceràmica en l'àrea del nord de la mar Càspia, o potser de més enllà dels Urals. En tres o quatre segles, la ceràmica es va expandir en una distància del voltant de 3.000 quilòmetres, i arribà a la mar Bàltica. Aquesta difusió tecnològica fou molt més ràpida que la propagació de l'agricultura, i va ocórrer sobretot per la transferència de tecnologia entre grups de caçadors-recol·lectors, en lloc de la difusió demogràfica d'agricultors.